# Aspina luteiventris
Aspina luteiventris är en fjärilsart som beskrevs av Igor Kozhanchikov 1960. Aspina luteiventris ingår i släktet Aspina och familjen säckspinnare. Inga underarter finns listade i Catalogue of Life.